# Servants' Entrance
Servants' Entrance é um filme de comédia estadunidense de 1934. Foi dirigido por Frank Lloyd e Walt Disney e estrelado por Janet Gaynor e Lew Ayres.